# Sienne
Pour les articles homonymes, voir Sienne (homonymie).
Sienne (Siena en italien) est une ville italienne, chef-lieu de la province du même nom, dans la région de Toscane. Elle compte 53 900 habitants en 2017.

La ville est célèbre pour son patrimoine artistique et pour la course du Palio delle Contrade, souvent abrégé en Palio, une spectaculaire course de chevaux qui voit s'affronter les contrade (paroisses et quartiers) de la ville deux fois par an, le 2 juillet et le 16 août. Son centre historique figure dans la liste du patrimoine mondial établie par l'UNESCO sous le nom de centre historique de Sienne.

## Géographie

### Situation

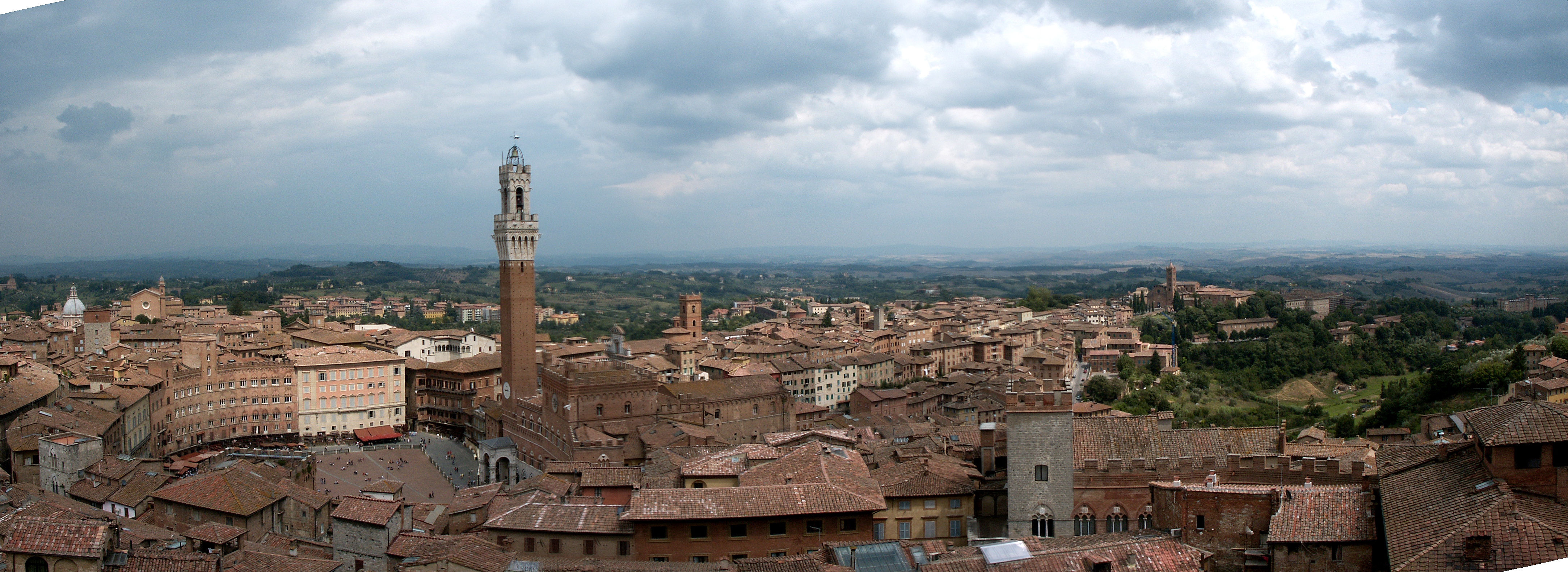
Le centre historique de la ville de Sienne vu depuis le haut du facciatone, mur inachevé du Duomo.

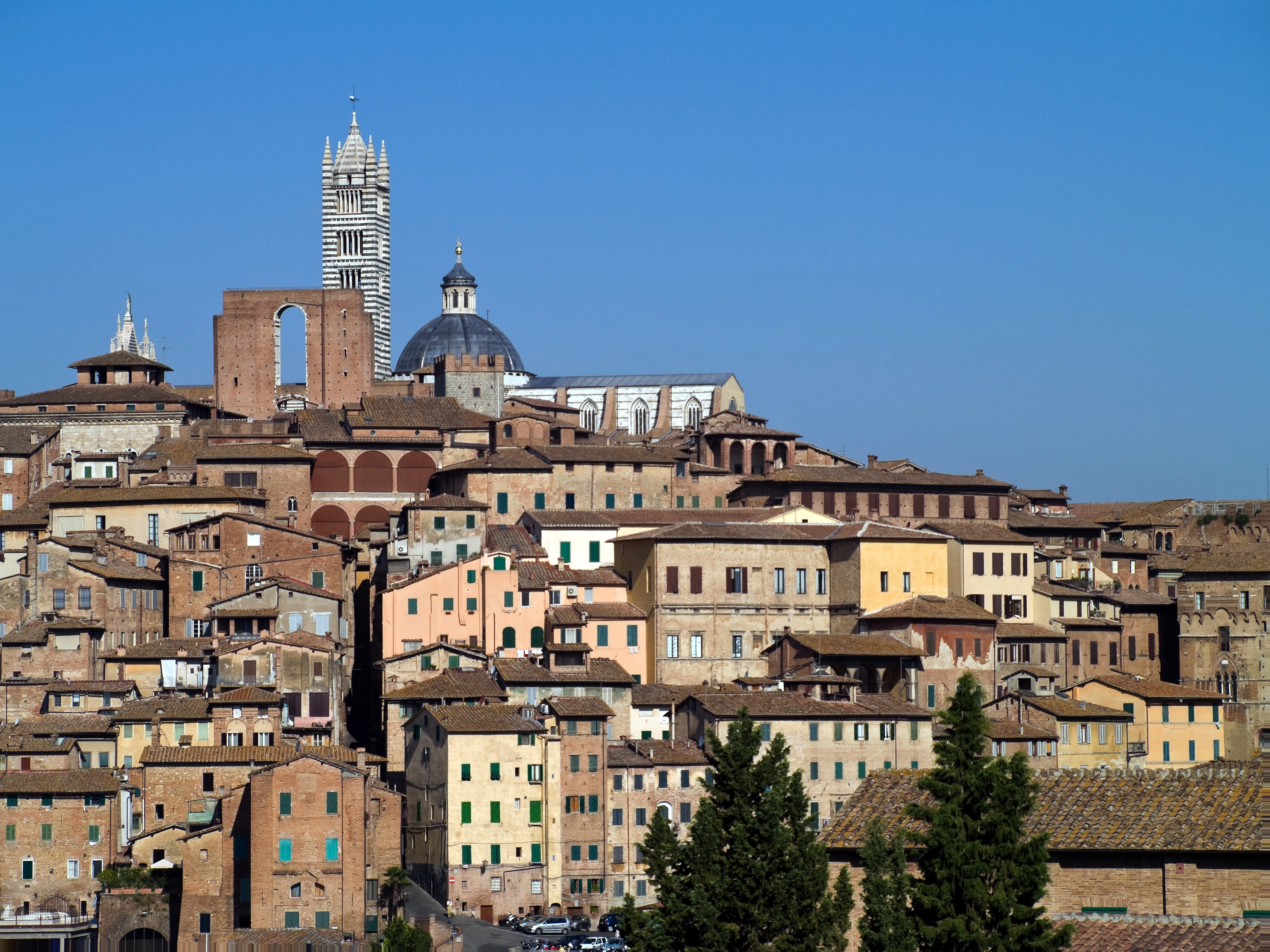
Sienne, vue de San Clemente in Santa Maria dei Servi.

Sienne se situe au centre d'une zone collinaire, entre les vallons de l'Arbia (it) au sud, de la Merse (it) au sud-ouest et de l'Elsa au nord, avec les collines du Chianti au nord-est, la Montagnola Senese à l'ouest et les Crete senesi au sud-est. Le site en « coquillage » est le point d'intersection des trois collines sur lesquelles Sienne est située.

### Sismicité
La ville est classée en zone 3, de sismicité basse.

### Frazione
Les principaux hameaux de la commune sont Costalpino, Isola d'Arbia, Ruffolo, San Miniato, Taverne d'Arbia et Vignano.

## Histoire

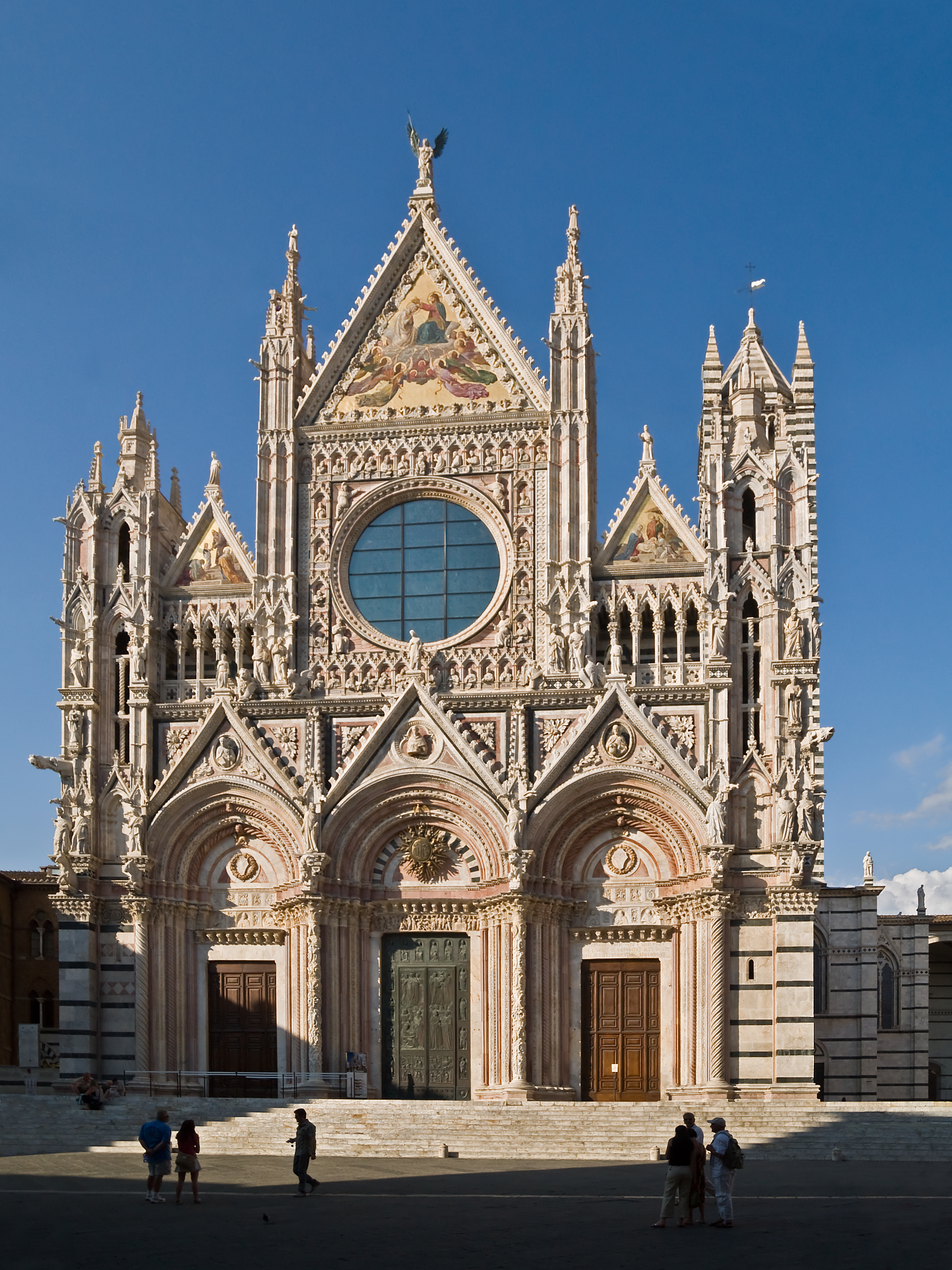
Façade de la cathédrale de Sienne, le Duomo.

Selon la légende, Sienne fut fondée par Senius et Aschius, fils de Rémus, lui-même frère de Romulus (fondateurs de Rome). Ils fuirent la ville de Rome, sur deux chevaux donnés par Apollon et Diane, l'un blanc et l'autre noir, pour échapper à la fureur de leur oncle Romulus. Ils s'arrêtèrent dans la vallée du Tressa et fondèrent une ville qu'ils baptisèrent du nom de l'aîné, Sienne (en latin Sena Julia). Le blanc et le noir devinrent alors les couleurs de la ville.
Sienne fut une colonie romaine fondée par Auguste, mais le premier document connu référençant le lieu date de l'an 70[réf. souhaitée]. Cependant dans le centre historique de la ville furent trouvées des preuves archéologiques d'une installation étrusque antérieure[source secondaire nécessaire]. 
Au Ve siècle, elle devint siège épiscopal. La ville se développe dès le VIIe siècle à l'époque des rois lombards. Devenue cité libre et indépendante au XIIe siècle, elle fut la rivale de Florence, d'autant plus que gibeline, c'est-à-dire partisane de l'empereur, elle s'opposait à la politique guelfe – favorable au pape – de sa voisine qu'elle tint longtemps en respect avant de lui infliger une cinglante défaite en 1260, à la bataille de Montaperti.
Dès le XIIe siècle, les nobles propriétaires de castellari, palais urbains munis d'une tour carrée, contrôlaient un réseau de rues privées qui les reliaient à leurs alliés mais aussi aux marchés et à des portes de sortie sur la campagne qui leur permettaient de fuir vers leurs fiefs. Au lendemain des batailles du XIIIe siècle, les factions victorieuses s'appliquaient à piller les vaincus et à incendier leurs palais. Ces lieux, tel Carthage dans l'Antiquité, étaient réputés maudits et on interdisait, en guise de punition, de reconstruire par-dessus. Laissés à l'abandon, ils devenaient ainsi des cloaques alors que la municipalité développait de grands soins à décorer et embellir la ville. Dans certains cas, les maisons n'étaient pas détruites mais confisquées par la municipalité, qui les rasait pour élargir les rues ou les places ; c'est ainsi que fut construite la Via Supra Posteria, aujourd'hui la Costa larga : tracée dès 1290, la municipalité attendit que Gabrielle Speranza, dont le palais se trouvait malencontreusement sur le chemin, soit déclarée traître et qu'un autre patricien meure, mais il a fallu attendre 1360 pour que cette voie soit ouverte.
Son saint patron est Ansanus († 304), martyr sous Dioclétien et fêté le 1er décembre. Il est représenté dans un polyptyque de 5 panneaux, réalisé vers 1326 par Simone Martini pour le Palazzo Pubblico. C'est un des 3 panneaux conservés aujourd'hui au Metropolitan Museum of Art de New York.
La ville voit naître au XVIIe siècle l'Académie des sciences ou Accademia dei Fisiocritici.

## Politique et administration

### Administration municipale
La ville est administrée par un conseil de 32 membres élus pour cinq ans. Depuis les dernières élections du 24 juin 2018, la ville est dirigée par une municipalité de centre droit.
| Période                                  | Période           | Identité                      | Étiquette                  | Qualité |
| ---------------------------------------- | ----------------- | ----------------------------- | -------------------------- | ------- |
| 1944                                     | 1946              | Carlo Ciampolini              | CLN                        |         |
| 5 avril 1946                             | 19 septembre 1949 | Ilio Bocci                    | PCI                        |         |
| 20 septembre 1949                        | 22 juin 1951      | Mario Vegni                   | Commissaire préfectoral    |         |
| 23 juin 1951                             | 23 juin 1956      | Ilio Bocci                    | PCI                        |         |
| 24 juin 1956                             | 16 juillet 1956   | Bruno Bottai                  |                            |         |
| 31 août 1956                             | 24 janvier 1965   | Ugo Bartalini                 | PSI                        |         |
| 25 janvier 1965                          | 19 juillet 1966   | Fazio Fabbrini                | PCI                        |         |
| 20 juillet 1966                          | 19 décembre 1968  | Guido Padalino                | Commissaire préfectoral    |         |
| 20 décembre 1968                         | 3 juin 1969       | Canzio Vannini                | PSI                        |         |
| 4 juin 1969                              | 25 juillet 1969   | Lelio Barbarulli              |                            |         |
| 26 juillet 1969                          | 1er décembre 1969 | Luciano Mencaraglia           | PCI                        |         |
| 2 décembre 1969                          | 11 janvier 1974   | Roberto Barzanti              | PSIUP                      |         |
| 11 janvier 1974                          | 30 juillet 1979   | Canzio Vannini                | PSI                        |         |
| 31 juillet 1979                          | 19 septembre 1983 | Mauro Barni                   | PSI                        |         |
| 20 septembre 1983                        | 29 novembre 1990  | Vittorio Mazzoni della Stella | PSI                        |         |
| 29 novembre 1990                         | 14 mai 2001       | Pierluigi Piccini             | PCI (1990-1993) PDS DS     |         |
| 14 mai 2001                              | 15 mai 2011       | Maurizio Cenni                | DS PD                      |         |
| 15 mai 2011                              | 12 juin 2012      | Franco Ceccuzzi               | PD                         |         |
| 12 juin 2012                             | 11 juin 2013      | Enrico Laudanna               | Commissaire extraordinaire |         |
| 11 juin 2013                             | 25 juin 2018      | Bruno Valentini               | PD                         |         |
| 25 juin 2018                             | 19 juin 2023      | Luigi De Mossi                | Centre droit               |         |
| 19 juin 2023                             | En cours          | Nicoletta Fabio               | Centre droit               |         |
| Les données manquantes sont à compléter. |                   |                               |                            |         |

## Population et société

### Démographie
Habitants recensés

## Personnalités
- Ansanus (284-304), martyr reconnu saint par l'Église catholique, mort à Sienne et patron de la ville.
- Alexandre III (1105-1181), pape né à Sienne.
- Giovanni Pisano (1248-1318), architecte et sculpteur mort à Sienne.
- Duccio di Buoninsegna (vers 1255-vers 1319), peintre de l'École siennoise, né et mort à Sienne.
- Joachim Piccolomini (1258-1305), servite reconnu bienheureux par l'Église catholique, né et mort à Sienne.
- François Patrizi (1266-1328), servite reconnu bienheureux par l'Église catholique, né et mort à Sienne.
- Bernard Tolomei (1272-1348), fondateur de l'ordre du Mont-Olivet reconnu saint par l'Église catholique, né et mort à Sienne.
- Pietro Lorenzetti (1280-1348), peintre de l'École siennoise, né et mort à Sienne.
- Simone Martini (1284-1344), peintre et enlumineur de l'École siennoise, né à Sienne.
- Ambrogio Lorenzetti (1290-1348), peintre de l'École siennoise, né et mort à Sienne.
- Giannino Baglioni (1316-1363), marchand et prétendant au trône de France.
- Catherine de Sienne (1347-1380), tertiaire dominicaine reconnue sainte et docteur de l'Église par l'Église catholique, née à Sienne.
- Étienne Maconi (1347-1424), secrétaire de Catherine de Sienne puis chartreux, reconnu bienheureux par l'Église catholique, né à Sienne.
- Bernardin de Sienne (1380-1444), franciscain observant reconnu saint, étudie à Sienne.
- Girolamo Ghinucci (1480-1581), cardinal né à Sienne.
- Bernardino Ochino (1487-1564), capucin puis théologien protestant, né à Sienne.
- Fabio Mignanelli (1496-1557), cardinal et préfet du tribunal suprême de la Signature apostolique, né à Sienne.
- Le Riccio (1505- vers 1572), peintre, sculpteur et architecte de l'école siennoise, né et mort à Sienne.
- Ventura Salimbeni (1568-1613), peintre et graveur de l'école siennoise, né et mort à Sienne.
- Francesco Piccolomini (1582-1651), 8e supérieur général de la Compagnie de Jésus, né à Sienne.
- Alexandre VII (1599-1667), pape né à Sienne.
- Caterina Vizzani (1719-1743), femme italienne travestie en homme, y est morte.
- Paolo Lombardi (1827-1890), photographe né et mort à Sienne.
- Savina Petrilli (1851-1923), fondatrice des sœurs des pauvres reconnue bienheureuse, née et morte à Sienne.
- Bianca Piccolomini Clementini (1875-1959), fondatrice reconnue vénérable par l'Église catholique, née et morte à Sienne.
- Federigo Tozzi (1883-1920), romancier, poète et journaliste né à Sienne.
- Alfredo Martinelli (1899-1968), acteur de cinéma.
- Gianna Nannini (1954- ), chanteuse née à Sienne.
- Alessandro Nannini (1959- ), pilote automobile, vainqueur de Grand-prix en Formule 1, né à Sienne.
- Margherita Zalaffi (1966- ), championne olympique d'escrime, née à Sienne.
- Drusilla Foer, présentatrice télévisuelle.

## Culture et patrimoine

### Monuments
Religieux
- La Cathédrale Santa Maria Assunta

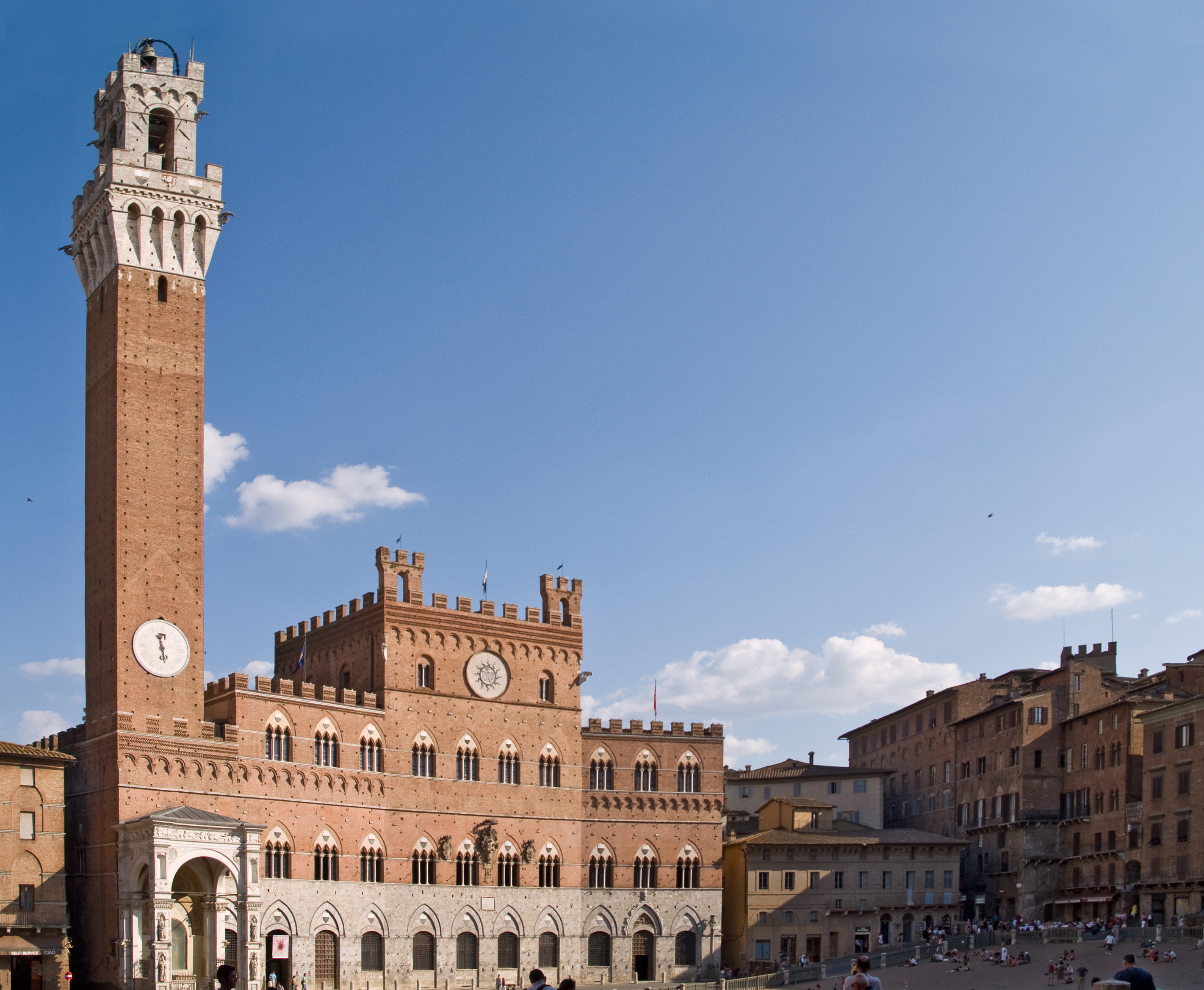
Le Palazzo Pubblico et la Torre del Mangia.

- L'ancien hôpital Santa Maria della Scala en face de la cathédrale. Il comporte plusieurs étages, sous le niveau de la place, comportant de nombreux oratoires.
- Les oratoires du sanctuaire Sainte-Catherine-de-Sienne
- La basilique Saint-François
- La basilique San Domenico
- La Basilica di San Clemente in Santa Maria dei Servi
- L'église Saint-Gaëtan
- L'église Saint-Georges
- L'église Saint-Martin
- La basilique de l'Observance
- L'église Saint-Augustin
- L'église du Saint-Esprit

Civils

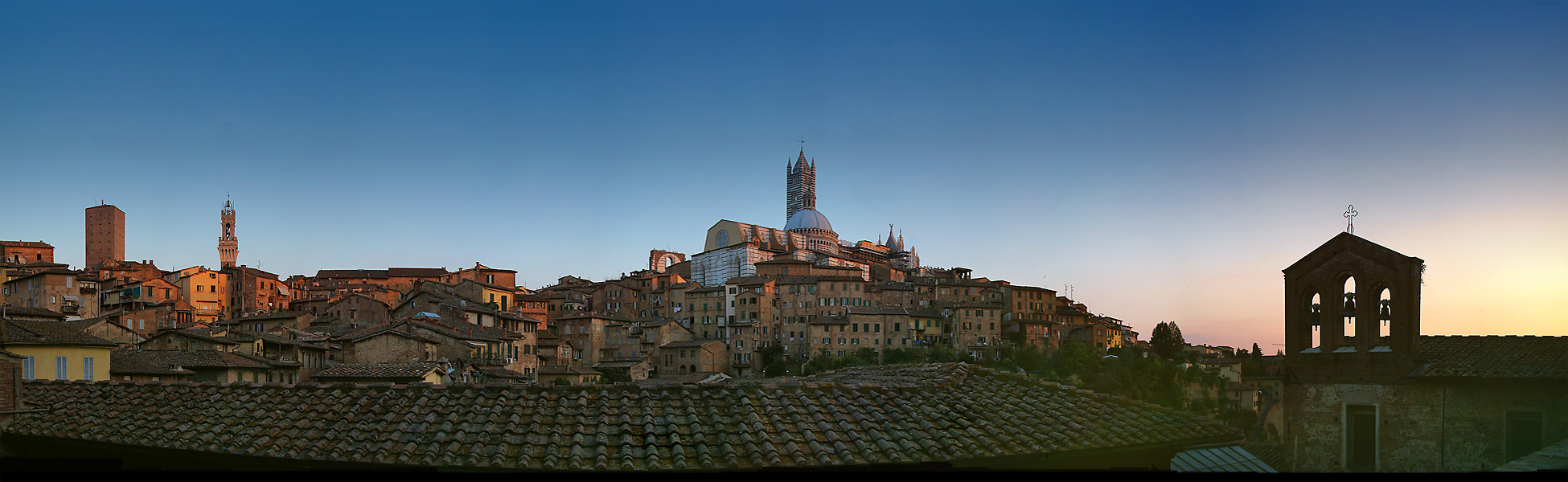
Le centre historique dominé par la Torre del Mangia, le Duomo...

- la Piazza del Campo (il Campo), place centrale de la ville ;
- Le Palazzo Pubblico, Palazzo Comunale, siège du gouvernement municipal, le Cortile del Podestà et la Torre del Mangia de 102 m ; il héberge le Museo Civico.
- La fontaine dite Fonte Gaia, originellement sculptée par Jacopo della Quercia entre 1409 et 1419. Refaite librement, en 1868, en marbre par Tito Sarrocchi.
- Le Palazzo Chigi Saracini (tour du XIIe siècle, parties Renaissance, façade gothique, salle de concert rococo), siège de l'Académie musicale Chigiana de Sienne, fondée en 1932 par le comte Guido Chigi Saracini.
- La Loggia della Mercanzia
- Le Palazzo delle Papesse, qui accueillait auparavant un centre d'art contemporain.
- Les maisons-tours :
  - Torre dei Forteguerri
  - Torre dei Montanini
  - Torre degli Incontri
- La Forteresse Médicis,
- Les Murailles de Sienne, ses remparts et ses portes :  Porta di Fontebranda, Porta Ovile, Porta all'Arco, …
- Les Bottini de Sienne, l'aqueduc médiéval souterrain long de 25 kilomètres.

### Musées

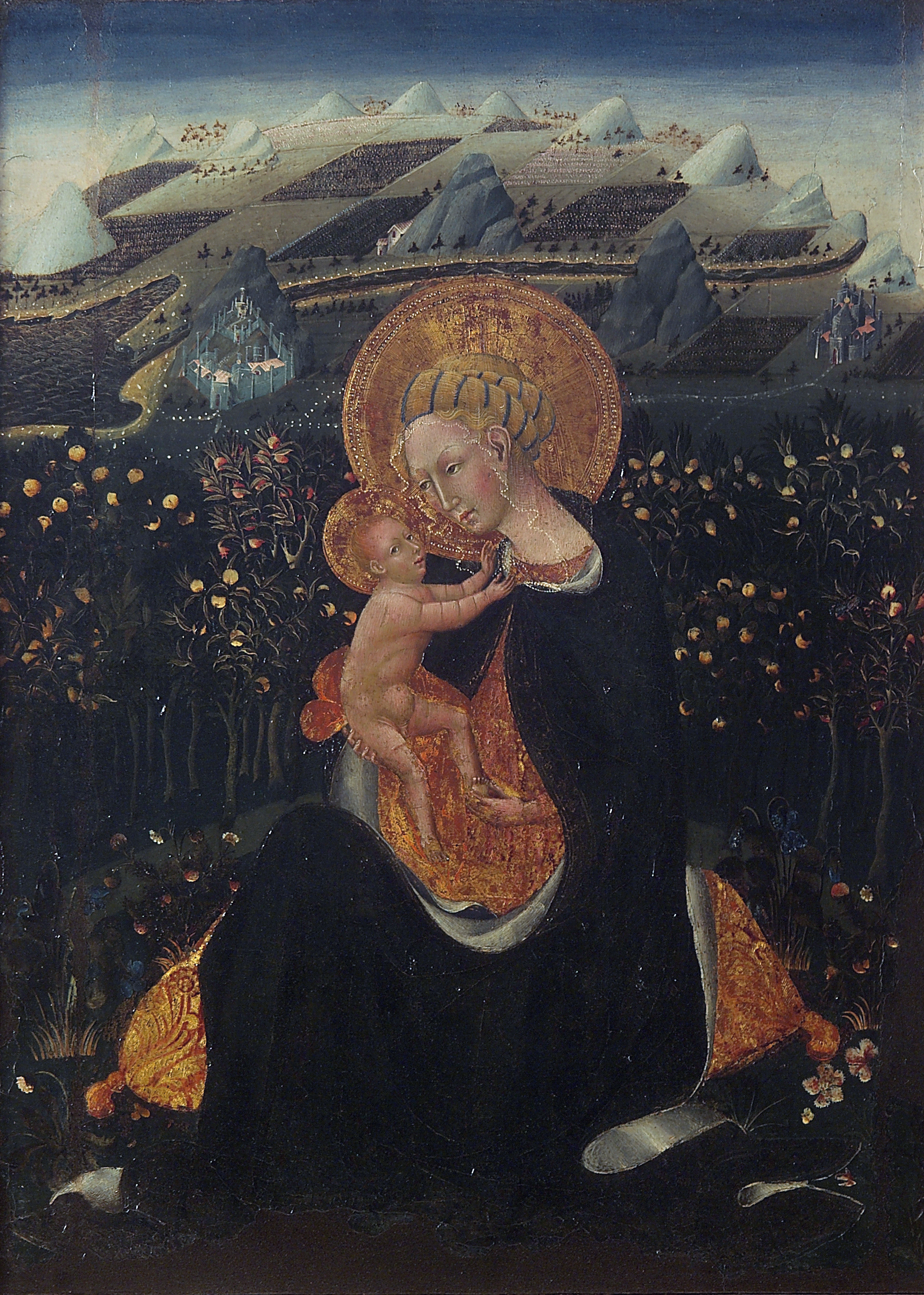
Giovanni di Paolo, La Vierge de l'humilité (v. 1450), école siennoise.

La ville de Sienne est connue pour sa tradition picturale qui s'est étendue  du XIIIe au XVIe siècle, avec l'école siennoise (distincte de l'école florentine) et dont les œuvres sont présentes dans les musées de la ville.
- Le Museo Civico, au premier étage du Palazzo Pubblico.
- Le Museo dell'Opera Metropolitana del Duomo, musée de la cathédrale comportant des sculptures originales de la façade ; s'y tient une exposition permanente sur le peintre Duccio.
- Le complexe muséal dans l'hôpital Santa Maria della Scala en face du Duomo. Il comporte plusieurs étages, et depuis quelques années, le Musée archéologique national ; le centre d'art contemporain, anciennement au Palazzo delle Papesse.
- La pinacothèque nationale de Sienne.
- Le musée diocésain dans l'oratoire de la Compagnie de Saint Bernardin

### Le Palio

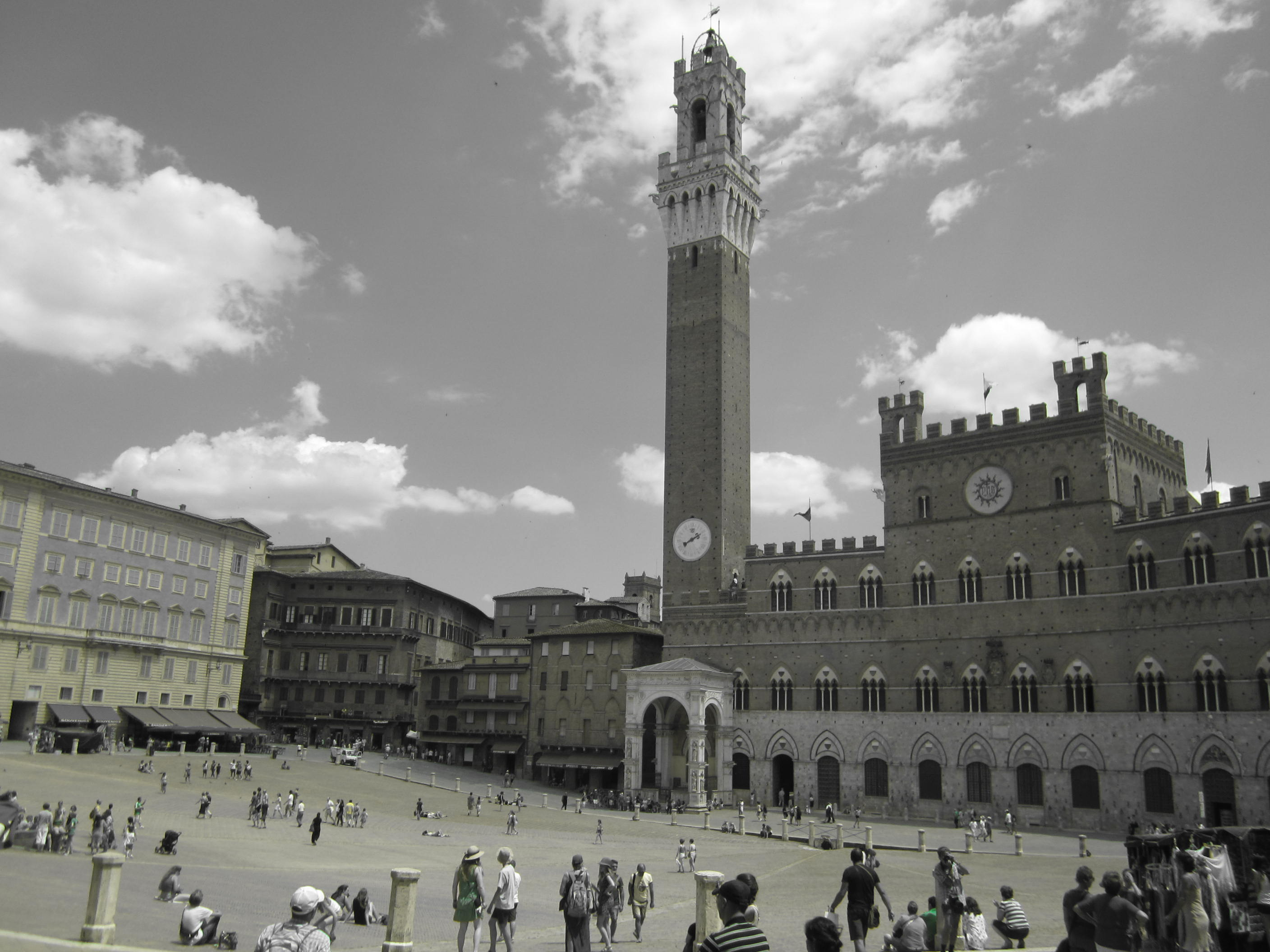
Piazza del Campo.

La célèbre course de chevaux remonte à la fin du XVIe siècle. Le concile de Trente interdisant les manifestations violentes (chasses aux taureaux, joutes collectives, etc.) qui se déroulaient, à Sienne, sur la place centrale (Piazza del Campo), la municipalité choisit alors d'instaurer une course de chevaux dans les rues de la ville.
En 1605, pour améliorer la sécurité des habitants, la course fut déplacée sur le Campo. En même temps, la course se courut désormais non plus entre individus (souvent de riches aristocrates) mais par contrada, à la fois quartier et paroisse de la ville.

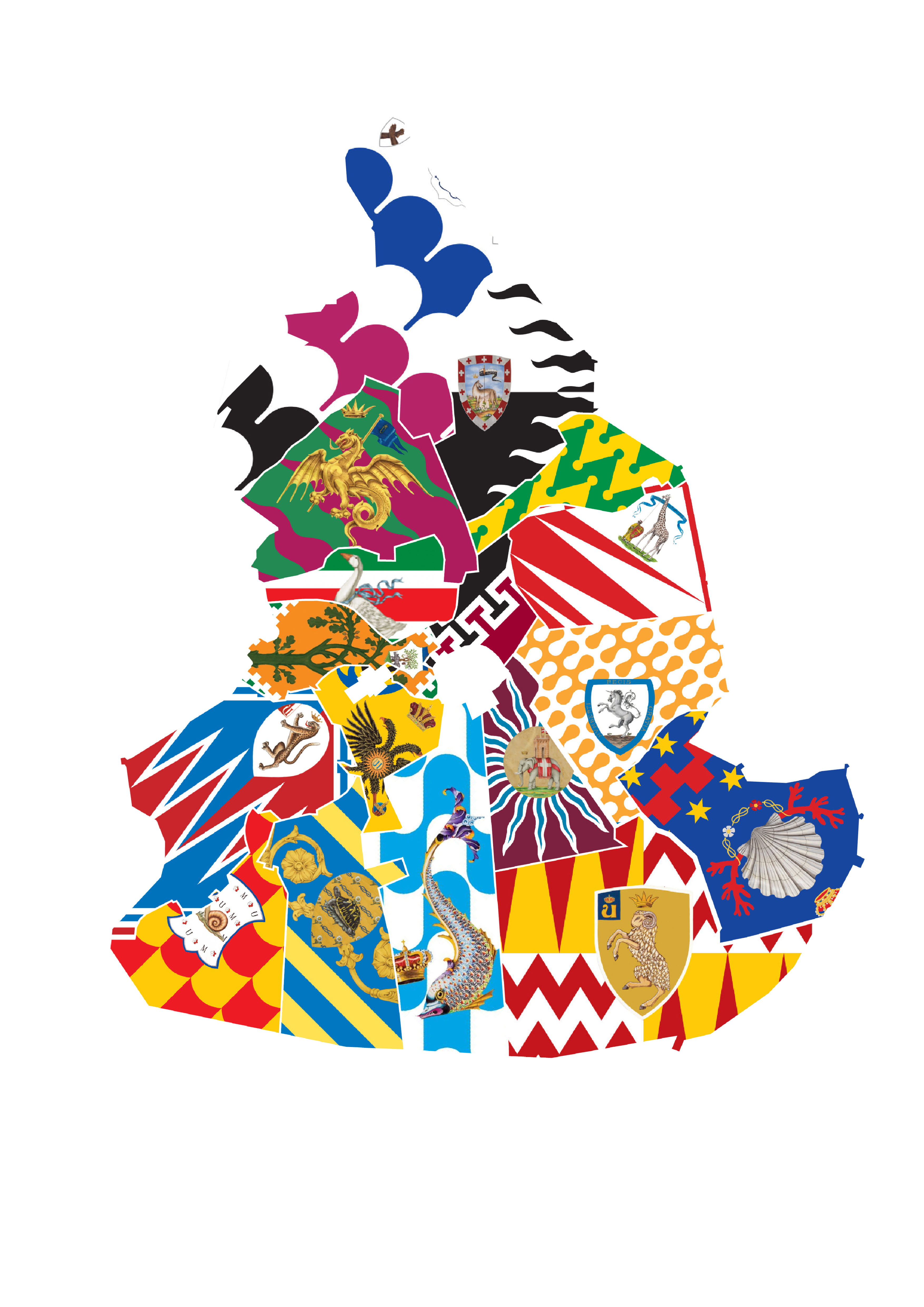
Contrade de Sienne et leurs drapeaux.

Chaque course est disputée par 10 chevaux. Les sept contrade exclues de la course en juillet participent à la course suivante, en août. Elle est complétée par trois contrade tirées au sort parmi celles ayant couru l'année précédente. Les chevaux, sont attribués aux contrade par tirage au sort ayant lieu sur la piazza del Campo. La course dure le temps qu'un cheval fasse trois tours du Campo, ce qui ne prend guère de temps, soit environ une minute et demie, voire deux minutes. Jusqu'en 1715, les jockeys utilisaient le sovatto, un fouet aux lanières munies de boules de plomb. Désormais, ils se contentent d'un nerf de bœuf, utilisé principalement pour frapper leurs chevaux : si un jockey frappe un autre jockey ou son cheval, il est disqualifié et ne peut courir pendant l'année suivante. Le cheval gagne la course quand il a fait trois tours, qu'il porte son jockey ou non (il faut cependant que le cheval porte la cocarde de son quartier sinon il ne peut gagner).
La contrada dont le cheval porte les couleurs remporte alors le palio qui est appelé cencio par les contrade c'est-à-dire chiffon, car la matière au toucher semble être faite de tissu. Il est faux de penser que le Palio est violent et que les Siennois ne se préoccupent pas des chevaux : ils les vénèrent, les préférant même au fantino (jockey). Certaines organisations de protection animale essaient d'interdire le Palio, mais en vain : les rares chevaux s'étant blessés sont pleurés par la contrada et sont soignés, il n'y a que si l'animal ne peut plus marcher qu'il est abattu. Le dernier cheval à être mort de ses blessures était le cheval de l'Onda, dans les années 1990.

## Économie
Les poumons économiques de la ville sont le tourisme et les activités bancaires, même si l’artisanat local reste présent.

## Sports
La course cycliste professionnelle Monte Paschi Strade Bianche arrive chaque année au mois de mars Piazza del Campo.
- Robur Sienne
- Mens Sana Basket

## Livres
- Carlo Fruttero et Franco Lucentini, Place de Sienne, côté ombre, Éditions du Seuil, coll. « Cadre Vert », 1985.
- Hisham Matar, Un mois à Sienne, Gallimard, Récit du monde entier, 2019 traduit de l'anglais
- Conjurer la peur, Sienne, 1338, essai sur la force politique des images Patrick Boucheron Seuil 2013

## Transport
- Pour des raisons topographiques, la gare ferroviaire de Sienne est située en bas de la ville. Elle permet les liaisons vers  Chiusi au sud, Empoli au nord puis vers Grosseto.
- Sienne dispose d'un aéroport (code AITA SAY) situé à Ampugnano. De faible importance, aucune ligne ne le dessert et les liaisons s'effectuent plutôt par Pise ou par Florence car il est principalement dédié aux vols humanitaires[3].

## Jumelages
- Avignon (France)
- Weimar (Allemagne)
- Wetzlar (Allemagne)

## Galerie de photos

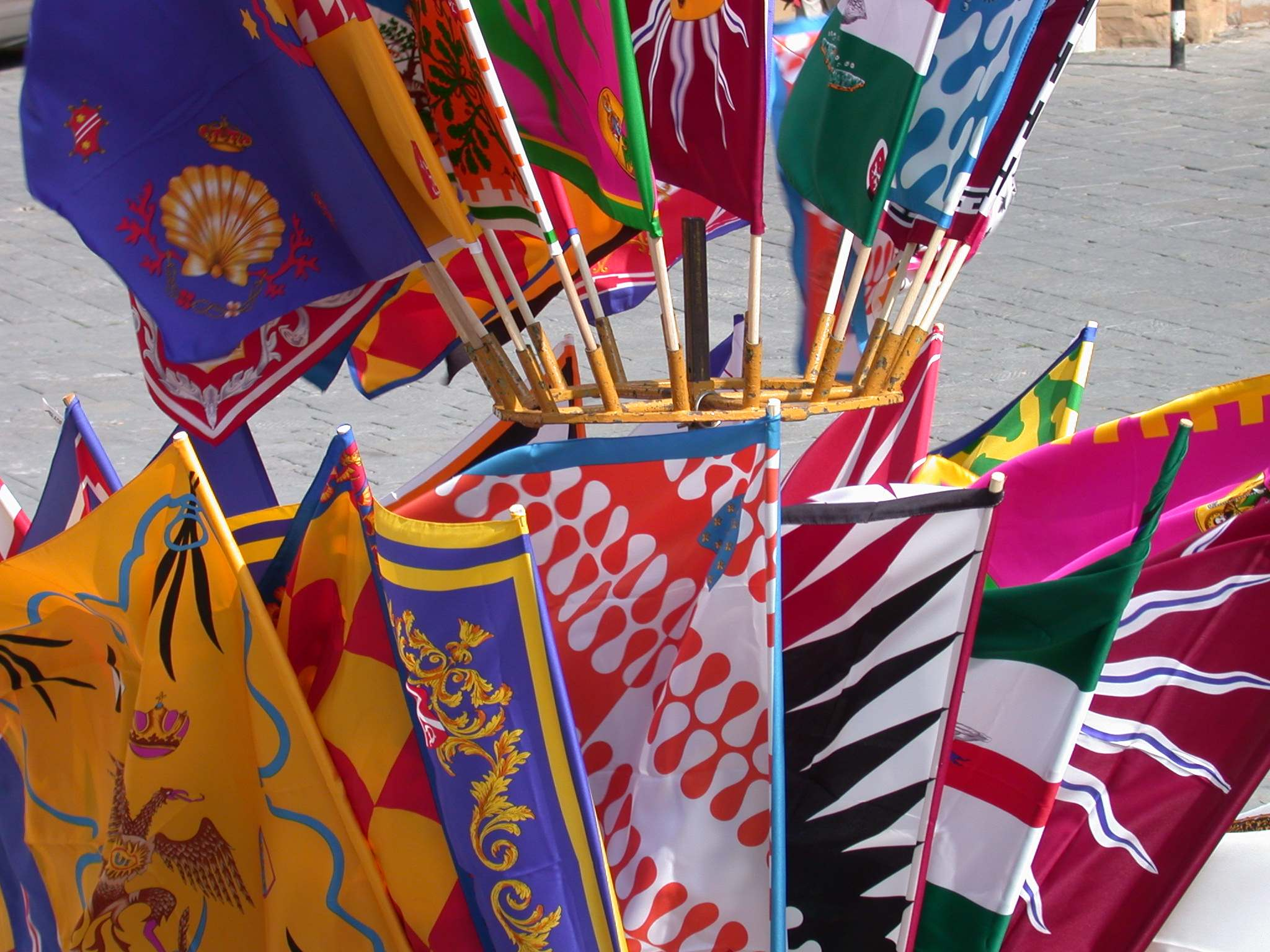
Les dix-sept contrade de Sienne, dernières survivantes des cinquante neuf compagnies militaires de Sienne[4] qui s'illustrèrent au Duecento lors de la bataille de Montaperti face aux Florentins.
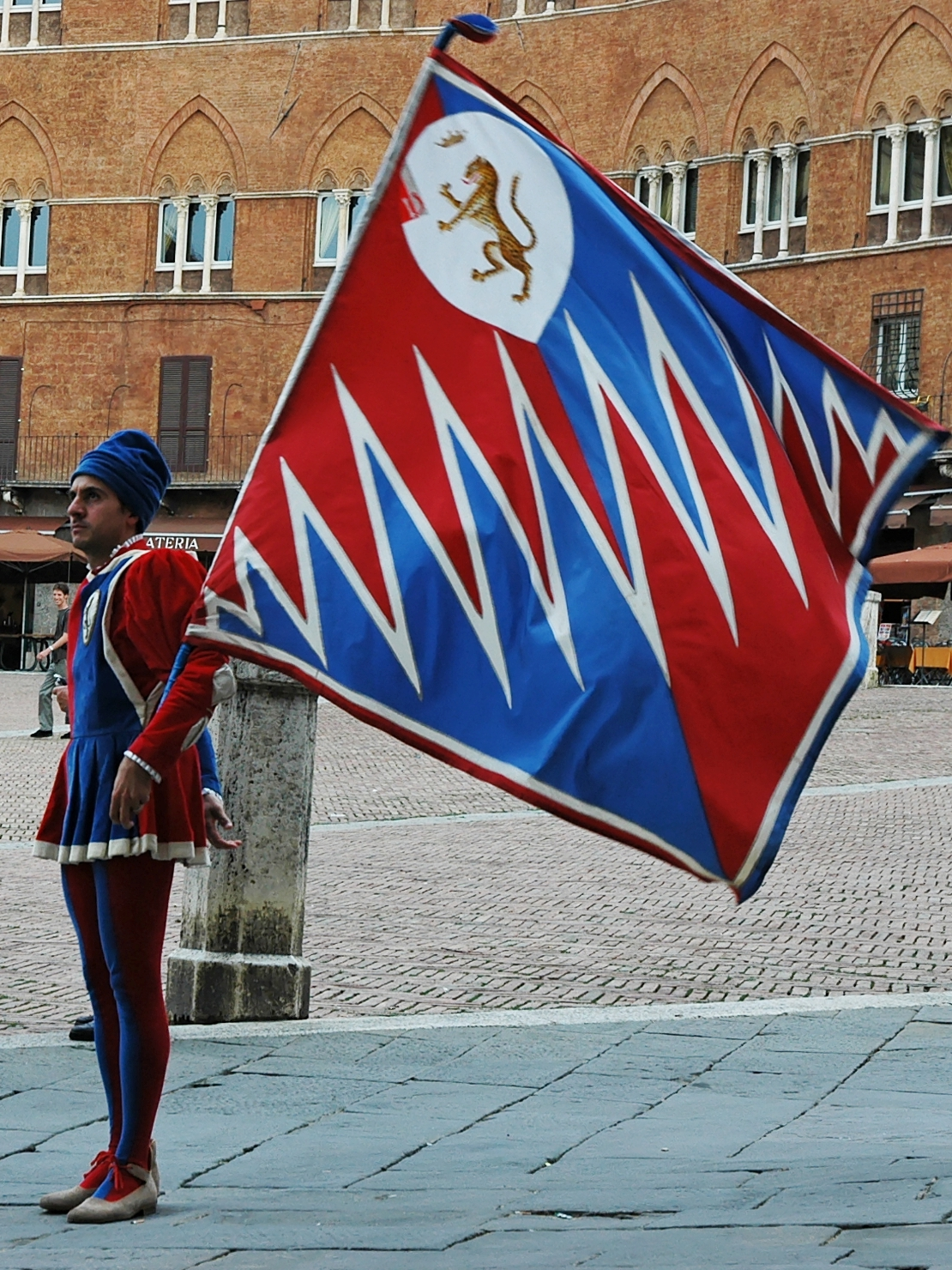
L'année 2006, la première manche du Palio, couru le 2 juillet, a été emportée par le fantino Andrea Mari surnommé Brio, sur le cheval Choci de la contrade de la Panthère[5].
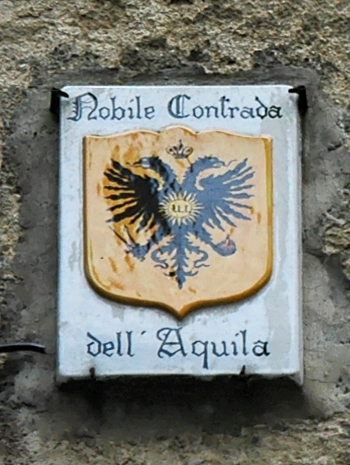
Le centre médiéval et ses terzi : plaque indiquant au visiteur l'entrée sur le territoire de la contrade noble de l'Aigle.
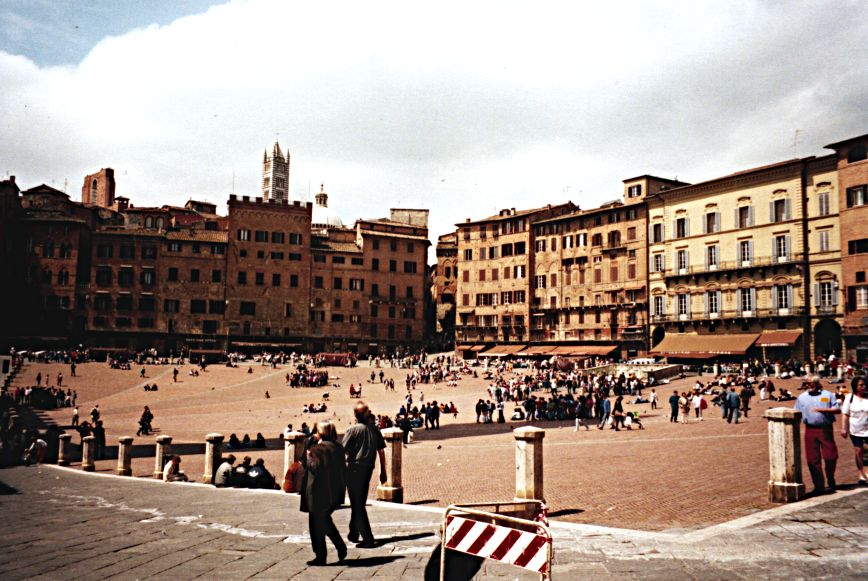
Piazza del campo, 1996.
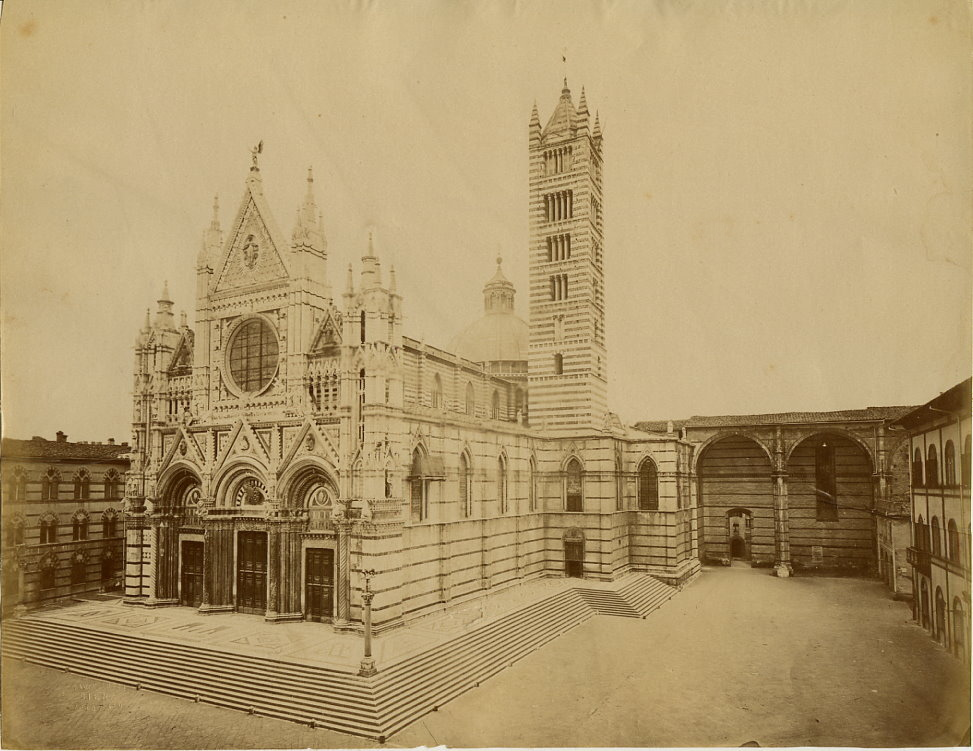
La cathédrale, v. 1890. Photo de Paolo Lombardi.
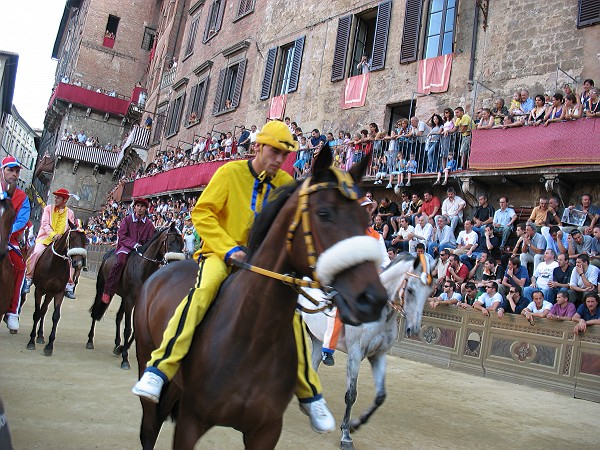
Le palio de juillet 2006, juste avant le départ d'une course d'entraînement.
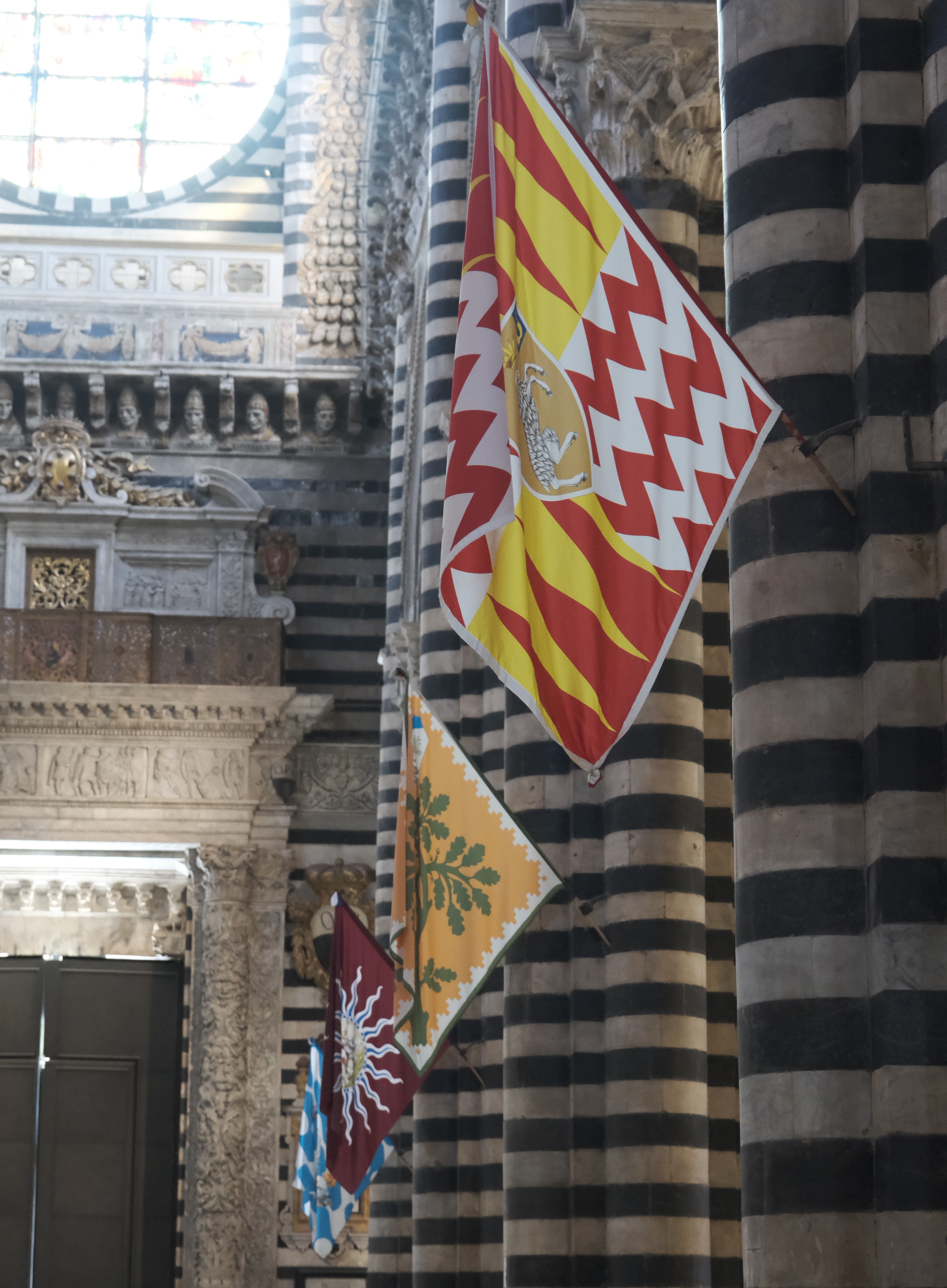
Drapeaux des contrade dans le Duomo.